# Wolfgang Kaiser (Chemiker)
Wolfgang Kaiser (* 13. Januar 1936 in Schwäbisch Gmünd) ist ein Schweizer Polymerwissenschaftler und Hochschullehrer. Seit 1981 besitzt er das Bürgerrecht der Gemeinde Habsburg AG (Kanton Aargau) und damit das Schweizer Bürgerrecht.

## Leben und Wirken
Wolfgang Kaiser machte sein Abitur 1955 am Parler-Gymnasium in Schwäbisch Gmünd. Danach studierte er an der Universität Zürich Chemie und promovierte 1964 am dortigen Institut für Chemie zum Dr. phil. Darauf folgten einige Jahre Industrietätigkeit im Bereich Forschung und Entwicklung auf dem Gebiet der Kunststoff-Additive bei der damaligen J. R. Geigy AG in Basel.
Kaiser wurde 1966 zum Professor für Chemie und Physik an die seinerzeitige HTL Brugg-Windisch (Ingenieurschule) berufen, heute Hochschule für Technik der Fachhochschule Nordwestschweiz FHNW. Hier gelang es ihm, die Kunststofftechnik im Curriculum des Maschinenbaustudiums zu etablieren, 1968 zunächst als Freifach, 1969 als reguläres Fach, 1984 als Diplomfach und 1996 als eigenständige Vertiefungsrichtung.
1976 schuf er das von ihm als einjähriges Vollzeitstudium konzipierte Nachdiplomstudium Kunststofftechnik, das Absolventen verschiedener Fachrichtungen die Möglichkeit bot, sich nachträglich noch die grundlegenden Kenntnisse der Kunststofftechnik anzueignen. Um den Interessierten aus der Praxis den Weg zu einem Nachdiplomabschluss zu erleichtern, machte Kaiser 1980 daraus ein berufsbegleitendes, modular aufgebautes Kontaktstudium (MAS Kunststofftechnik) von drei Semestern Dauer.
Während einiger Jahre unterrichtete er auch im Studiengang Kunststofftechnik an der Hochschule für angewandte Wissenschaften Würzburg-Schweinfurt und im Vertiefungsfach Kunststofftechnik des Studiengangs Maschinentechnik (heute: Maschinentechnik | Innovation) der Hochschule für Technik Rapperswil HSR.
Ab 1990 war er mit dem Thema Kunststoffverarbeitung auch in die obligatorischen Vorlesungen an der ETH Zürich eingebunden, wo er erfolgreich die Schaffung einer Professur für Polymertechnologie anregte. Vom Departement Materialwissenschaft der ETH wurde er 2006 in «Anerkennung seiner grossen Verdienste auf dem Gebiet der Polymerwerkstoffe» mit der Staudinger-Durrer-Medaille ausgezeichnet, die 1998 zu Ehren der 1912–1926 bzw. 1945–1962 an der ETH Zürich im Bereich Materialwissenschaften lehrenden Professoren Hermann Staudinger und Robert Durrer geschaffen worden war.
Kaiser war auch treibende Kraft hinter der Idee, für die Schweizer Kunststoffindustrie eine eigene Aus- und Weiterbildungsstätte zu schaffen, die dann mit dem 1993 eröffneten Kunststoff-Ausbildungs- und Technologiezentrum KATZ in Aarau realisiert wurde. Dessen Aufbau ab 1991 und die Geschäftsführung bis Ende 2000 besorgte Kaiser neben seiner hauptamtlichen Aufgabe an der FH in Brugg-Windisch. Kaiser ist Ehrenmitglied des KATZ-Fördervereins und der Fachgruppe Kunststofftechnik FGKS des Verbandes Swiss Engineering (STV) sowie Freimitglied des Schweizer Verbandes der Kunststoffindustrie Swiss Plastics (seit dem 1. Januar 2020 Kunststoff.swiss).
Von Mitte der neunziger Jahre bis 2004 wirkte Kaiser im Vorstand der Polymer-Gruppe Schweiz (PGS), einer wissenschaftlichen Vereinigung von Fachleuten der Polymertechnologie und der Kunststofftechnik, die 2007 als Division Polymeres, Colloids and Interfaces (heutige Bezeichnung) in die Schweizerische Chemische Gesellschaft SCG integriert wurde. Von 1998 bis 2002 war er Präsident der PGS. Kaiser war auch Mitglied in der Technischen Kommission 21 "Kunststoffe" des Vereins Schweizerischer Maschinen-Industrieller, heute Swissmem, sowie in der VDI-Gesellschaft Kunststofftechnik.
Kaiser ist Autor und Mitautor zahlreicher wissenschaftlicher Veröffentlichungen. Er äusserte sich aber auch mehrfach zum Thema Aus- und Weiterbildung im Bereich Kunststofftechnik. Seine fachlichen Schwerpunkte sind die chemischen und physikalischen Grundlagen der Kunststofftechnik, so namentlich die Flüssigkristallpolymere und die Faserverbundkunststoffe, sowie die Kunststoffverarbeitung, hier insbesondere das Spritzgiessverfahren bis hin zur CIM-Technologie und zur Nanotechnik. Er ist Verfasser des 2006 erstmals erschienen und inzwischen mehrfach wieder aufgelegten Standardwerks Kunststoffchemie für Ingenieure.
Kaiser gilt als Pionier der Aus- und Weiterbildung in Kunststofftechnik in der Schweiz, insbesondere auf Hochschulebene (tertiärer Bildungsbereich). Sein besonderes Anliegen in Lehre und Publikationen war es, Wissenschaft, Lehre, Fachtechnik und Praxisbedürfnisse zusammenzubringen. Er war und ist dementsprechend ein gefragter Referent an Fachveranstaltungen an Hochschulen, in Verbänden und Industriefirmen.

## Publikationen

### Fachtechnische Themen
- Über Piperido[2,1-a]isoindole und Homologe. Dissertation, Universität Zürich. Juris-Verlag Zürich 1964.
- Füllstoffe und ihre Anwendungen. In: Kunststoffe-Plastics. Nr. 4/1983, S. 29–30.
- Zur «Pathologie der Kunststoffe». Teil 1: Spritzgiesstechnische Fabrikationsfehler. In: Swiss Plastics. Nr. 11/1986, S. 7–20.
- Veränderung der Polymeren durch Verarbeitung. In: G. Hauschild, E. Spingler (Hrsg.): Migration bei Kunststoffverpackungen. Wissenschaftliche Verlagsgesellschaft, Stuttgart 1988, ISBN 3-8047-0962-1, S. 125–140.
- Saubere und sichere Kunststoffe. In: Swiss Materials. Nr. 4/1989, S. 13–15.
- Masszuschnitt bringt hohe Wachstumsraten. Verarbeitung und Anwendung von Flüssigkristallpolymeren. In: Technische Rundschau. Nr. 39/1989, S. 26–29.
- Ein Streifzug durch die Geschichte der Kunststoffe – Auf der Suche nach Schweizer Spuren. In: Ferrum, Nachrichten aus der Eisenbibliothek. Stiftung der Georg Fischer AG, Schaffhausen, Nr. 63/1991. (doi:10.5169/seals-378266).
- mit C. Bader und M. Diez: Rheologie|Rheologische Messungen auf der Spritzgiessmaschine. In: Kunststoffe. Nr. 3/1991, S. 220–224.
- mit M. Diez und C. Bader: Eigenschaften massschneidern mit flüssigkristallinen Kunststoffen. In: Kunststoffe. Nr. 8/1991, S. 705–709.
- mit S. Köppel, H. Schift und M. Gabriel: Spritzguss stösst in immer kleinere Dimensionen vor. In: Kunststoffe-Synthetics. Nr. 2/1999, S. 11–14.
- mit A. D’Amore, D. Simoneta, H. Schift und M. Gabriel: Spritzgiessen im Nanobereich. Kalibrierstrukturen für Rasterelektronenmikroskope. In: Kunststoffe. Nr. 6/2000, S. 52–55.
- Bartholomäus Schobinger (1500–1585) – Der Kunststoff-Pionier aus St. Gallen. KATZ Aarau, 2000.
- mit Johannes Kunz: Die Kunststofftechnik visiert ihre Zukunft an. In: Kunststoffe/Synthetics. 1/2000, S. 12–16. (iwk.hsr.ch PDF; 1,6 MB)
- mit Johannes Kunz: Kunststoffe der dritten und vierten Generation. In: Chemische Rundschau. Nr. 1/2000, 7. Januar 2000, S. 9.
- mit H. Schift, C. David, M. Gabriel, J. Gobrecht, L. J. Heyderman, S. Köppel und L. Scandella: Nanoreplication in polymers using hot embossing and injection molding. In: Microelectronic Engineering. 53, 2000, S. 171–174.
- mit H. Schift, A. D’Amore, C. David, M. Gabriel, J. Gobrecht und D. Simoneta: Quantitative analysis of the molding of nanostructures. In: Journal of Vacuum Science Technology B. 6/2000, S. 3564–3568.
- mit A. Bühler, M. Grifoni und M. Jorio: CIM-Technologie. Exakt optimierte Strukturen im Nanobereich in Greifnähe. In: Kunststoffe-Synthetics. 1/2001, S. 7–10.
- mit A. D’Amore, M. Gabriel, W. Haese und H. Schift: Nanoreplikation: Informationsverdichtung. In: Kunststoffe. 2/2004, S. 54–58.
- mit A. Aeschlimann: Entzündliche Erkrankungen bei Künstlern: ein Zufall? In: Rheuma Schweiz. Nr. 1/2011, S. 32–34, Nr. 3/2011, S. 28–30, Nr. 4/2011, S. 22–23.
- mit A. Aeschlimann und B. Michel: Kunst und Rheuma. Rheuma Schweiz. Verlag Stutz Druck AG, Wädenswil 2012, ISBN 978-3-85928-090-8.
- Kunststoffchemie für Ingenieure. 6. Auflage. Carl Hanser Verlag, München 2023, ISBN 978-3-446-47798-8.
- mit Willy Schlachter: Energie in der Kunststofftechnik. Carl Hanser Verlag, München 2019, ISBN 978-3-446-45409-5.
- mit Willy Schlachter: Energy in Plastics Technology.  Carl Hanser Verlag, München 2023, ISBN 978-1-56990-898-3.

### Bildungsfragen
- Aspekte einer zeitgemässen Ausbildung auf dem Gebiet der Kunststoffe. In: Kunststoffe-Plastics. Nr. 11/1973, S. 12–13.
- Das Nachdiplomstudium in Kunststofftechnik an der Höheren Technischen Lehranstalt Brugg-Windisch. In: Kunststoffe – Plastics. Nr. 11/1975, S. 25–27.
- Aspekte der beruflichen Weiterbildung. In: Jahresbericht 1982/83 der HTL Brugg Windisch.
- Aspekte der beruflichen Weiterbildung, dargestellt am Beispiel des Kontaktstudiums Kunststofftechnik an der HTL Brugg-Windisch. In: Swiss Plastics. Nr. 4a/1984, S. 23–25.
- Die HTL im Spannungsfeld der Industrie. In: Synthetic. Nr. 5/1985, S. 43–46.
- Kunststoffe im Unterricht der HTL Brugg-Windisch. In: Swiss Plastics. Nr. 11a/1989, S. 33–37.
- Kunststofftechnik im Kanton Aargau. In: Chimia. 55 (2001), Neue Schweizerische Chemische Gesellschaft, ISSN 0009-4293, S. 183–185. online (PDF-Datei, 1,2 MB)
- So fing es an. Aus- und Weiterbildung von Ingenieuren der Kunststofftechnik an der HTL Brugg-Windisch. In: SwissPlastics 10/2009. S. 84–86.